# YG (rapero)
Keenon Dequan Ray Jackson (Compton, California; 9 de marzo de 1990), más conocido por su nombre artístico YG (abreviatura de Young Gangsta), es un rapero, compositor y actor estadounidense. Actualmente es propietario de la compañía discográfica 4Hannid Records junto con Brandon Z. Moore. Lanzó su mixtape debut 4Fingaz en 2008, y su continuación, The Real 4Fingaz, al año siguiente. Este último ganó reconocimiento por su canción de éxito local "Toot It and Boot It", que entró en el Billboard Hot 100 en el número 67 y recibió la certificación de platino de la Recording Industry Association of America (RIAA). Firmó un contrato de grabación con Def Jam Recordings en octubre de 2009, que entró en una empresa conjunta con el sello discográfico del rapero Jeezy con sede en Atlanta, CTE World, en 2013.
Su sencillo de 2013, "My Nigga" (con Jeezy y Rich Homie Quan), alcanzó el puesto número 19 en el Billboard Hot 100. La canción y sus secuelas, "Left, Right" (con DJ Mustard) y "Who Do You Love?" (con Drake), precedieron al lanzamiento de su álbum de estudio debut, My Krazy Life (2014), que alcanzó el número dos en el Billboard 200 y tuvo una recepción crítica positiva. También en 2014, apareció como invitado en el sencillo de Jeremih "Don't Tell 'Em", que alcanzó el puesto número seis en el Hot 100 y sigue siendo su canción con mejor posición en las listas. Su segundo álbum, Still Brazy (2016), fue recibido con elogios de la crítica a pesar de su orientación menos comercial, ya que exploraba cuestiones políticas y sociales como temática.
Su tercer álbum de estudio, Stay Dangerous (2018), obtuvo un continuo éxito comercial y de crítica. Fue precedido por el sencillo "Big Bank" (con 2 Chainz, Big Sean y Nicki Minaj), que alcanzó el puesto número 16 en el Billboard Hot 100, y sigue siendo su canción con la posición más alta en las listas como artista principal. Su cuarto álbum de estudio, 4Real 4Real (2019), fue lanzado en memoria del rapero asesinado Nipsey Hussle. Después le siguieron su quinto y sexto álbum de estudio, My Life 4Hunnid (2020) y I Got Issues (2022). Sus álbumes colaborativos, Kommunity Service (2021) con Mozzy, y Hit Me When U Leave the Klub: The Playlist (2023) con Tyga, fueron lanzados de forma independiente y recibieron elogios de la crítica.

## Biografía
Keenon Dequan Ray Jackson nació el 9 de marzo de 1990 en Compton, California. Creció en la cuadra 400 de West Spruce Street en Compton, California. El nombre del bloque 400 inspiraría su etiqueta "4hunnid", junto con los nombres de su sello discográfico y sus marcas de ropa urbana. Su nombre artístico "YG" significa "Young Gangsta". YG se unió a Pirus en 2006 a los 16 años Su padre cumplió condena en prisión por fraude fiscal.

## Carrera

### 2008-2012: Comienzos
YG creó el sello discográfico y el grupo "Pu$haz Ink" con DJ Mustard en 2008. Después de lanzar varias canciones que le valieron un gran número de seguidores en Internet, como "She A Model" y "Aim Me", YG firmó con Def Jam en 2009. Según Max Gousse, vicepresidente senior de A&R en Island/Def Jam que firmó con el rapero, la firma surgió de un nuevo énfasis en los artistas de la Costa Oeste por parte del presidente del sello y CEO LA Reid, así como también de la capacidad técnica y la presencia en el escenario de YG. Sin embargo, justo cuando estaba ganando popularidad a mediados de 2009, fue arrestado por violación de libertad condicional, derivada de un cargo anterior de robo residencial. Después de esto, trabajó en mixtapes, giras y una línea de ropa basada en su marca, 4Hunnid. Def Jam relanzó "Toot It and Boot It", que cuenta con la participación del cantante Ty Dolla Sign en junio de 2010, y se convirtió en la primera canción exitosa del rapero. También fue incluido como parte de la Clase de Primer Año de 2011 de XXL. A partir del mixtape de YG, The Real 4 Fingaz, Mustard comenzó a producir más en proyectos de YG. Su trabajo dio como resultado canciones como "I'm Good", "Bitches Ain't Shit" con Tyga y Nipsey Hussle, y "You Broke", también con Nipsey Hussle. Los sencillos tuvieron un éxito moderado, pero no tanto como su sencillo debut.

### 2012-2014: Firma con CTE World yMy Krazy Life
En 2012, anunció su álbum debut, entonces titulado "I'm 4rm Bompton". Más tarde, en junio de 2013, reveló que el sello discográfico de Jeezy, CTE World, lanzaría el álbum. Luego apareció en "Act Right" de Yo Gotti, también con Jeezy. Alcanzanzó el puesto número 100 en el Billboard Hot 100. Luego apareció de forma destacada en el mixtape de CTE World Boss Yo Life Up Gang, en agosto de 2013.
El 4 de septiembre de 2013, YG reveló que su álbum debut se lanzaría el 19 de noviembre de 2013, a través de Def Jam Recordings, y que había cambiado el título del álbum a My Krazy Life. También reveló que Drake participaría en una canción titulada "Who Do You Love?", producida por DJ Mustard. Poco después lanzó el sencillo principal del álbum, "My Nigga", con Rich Homie Quan y Jeezy, también producido por DJ Mustard. Desde entonces, la canción alcanzó el puesto número 19 en el Billboard Hot 100 de Estados Unidos. El 10 de diciembre de 2013, YG lanzó "Left, Right", producido por DJ Mustard, como el segundo sencillo del álbum. Al día siguiente, Def Jam anunció que My Krazy Life se lanzaría el 18 de marzo de 2014 y que "Who Do You Love?" con Drake sería el próximo sencillo del álbum. El 18 de febrero de 2014, YG reveló la portada de su álbum debut My Krazy Life. La obra de arte muestra a YG posando para una foto policial, con su nombre y el título del álbum detallados en el cartel alrededor de su cuello. Fue lanzado el 18 de marzo de 2014.

### 2015-2019:Still Brazy,Stay Dangerousy4Real 4Real

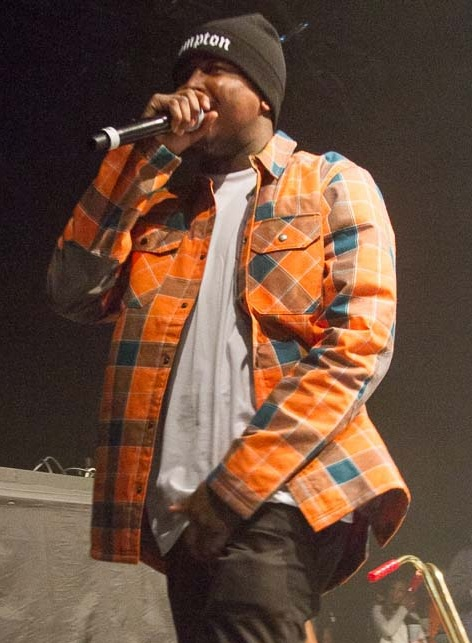
YG actuando en 2015

El 24 de junio de 2015, en una entrevista con Billboard, YG reveló que su segundo álbum de estudio se llamaría Still Krazy y se lanzaría en 2015. El 15 de julio de 2015, YG adelantó el primer sencillo del álbum, "Twist My Fingaz", en Instagram. El mismo día, YG lanzó el sencillo "Cash Money" con Krayzie Bone. La versión completa de "Twist My Fingaz" fue lanzada el 17 de julio de 2015. El 12 de diciembre de 2015, lanzó el segundo sencillo, titulado "I Want a Benz", con los raperos Nipsey Hussle y 50 Cent.
Still Brazy se lanzó el 17 de junio de 2016. El tercer sencillo, "Why You Always Hatin?", se estrenó en OVO Sound Radio el 21 de mayo de 2016, con la participación de los raperos Drake y Kamaiyah. El 25 de noviembre de 2016, lanzó digitalmente Red Friday, inspirado en el Viernes Negro, que contiene 8 nuevas pistas.
YG anunció a través de las redes sociales Just Re'd Up 3: Know Your Worth el 17 de diciembre de 2016, y nuevamente el 16 de marzo de 2017. El proyecto iba a ser producido ejecutivamente por DJ Mustard.
El 3 de febrero de 2017, se lanzó la canción "I Don't", de la cantante y compositora estadounidense Mariah Carey, con la colaboración de YG. Carey y YG interpretaron "I Don't" en vivo en Jimmy Kimmel Live! el 15 de febrero de 2017. El 24 de marzo de 2017, se lanzó un remix con Remy Ma y YG.
El 19 de febrero de 2018, YG anunció que su tercer álbum de estudio sería Stay Dangerous en su página de Instagram y que se lanzaría ese verano. Fue lanzado en 2018.
El 3 de abril de 2019, YG anunció un "álbum sorpresa" titulado 4Real 4Real a través de Twitter, originalmente previsto para su lanzamiento el 12 de abril, pero se retrasó hasta el 24 de mayo debido a la muerte de su amigo cercano Nipsey Hussle. Fue lanzado con críticas positivas. El álbum incluye el sencillo "Go Loko", y la canción dirigida a 6ix9ine "Stop Snitchin".

### 2020-presente:My Life 4HunnidyKommunity Service
A partir de 2020, YG ha lanzado varias canciones, incluida la canción de protesta "FTP (Fuck the Police)", con el video filmado en una protesta de Black Lives Matter en Hollywood, luego del asesinato de George Floyd. También se unió a Public Enemy, junto a Nas, Questlove y Rapsody, entre otros, en los Premios BET de 2020 para una interpretación del clásico tema de Public Enemy "Fight the Power". El 10 de julio, YG lanzó el sencillo «War», con un video en donde aparece vestido como el futbolista Colin Kaepernick.
El 15 de septiembre de 2020, YG recurrió a sus redes sociales para anunciar su nuevo álbum My Life 4Hunnid, que se lanzó el 2 de octubre de 2020. El álbum se grabó íntegramente durante la pandemia de COVID-19 y estuvo "muy influenciado" por 2Pac. La misma semana, lanzó el sencillo "Money Mouf", con Saweetie y Tyga. El 23 de septiembre de 2020, YG lanzó el sencillo "Out on Bail", inspirado en la canción homónima de 2Pac.
El 3 de mayo de 2021, YG anunció su primer álbum colaborativo, con el rapero de Sacramento Mozzy. Se anunció bajo el título provisional Perfect Timing, pero luego se cambió a Kommunity Service y se lanzó el 21 de mayo de 2021. La portada sirve como homenaje al fallecido rapero DMX y a la película Belly, en la que protagonizó. El álbum fue respaldado por dos sencillos: "Bompton to Oak Park" y "Perfect Timing" con Blxst.

## 4Hunnid Records
Cuando a YG se le ocurrió originalmente la idea de un sello (originalmente titulado Pushaz Ink, estilizado como Pu$haz Ink), más tarde intentó cofundarlo con DJ Mustard y Ty Dolla Sign. Originalmente, la "etiqueta" se utilizó como herramienta de promoción y como marca para el grupo de colaboradores de rap de YG y DJ Mustard con los que habían crecido. Pero a medida que avanzaban en la creación de las bases para el sello y su plantilla, los planes para el sello se descartaron cuando su reunión con Capitol salió mal y los tres artistas decidieron seguir caminos separados.
Hubo rumores a lo largo de 2016 de que YG lanzaría un nuevo sello bajo el nombre de 4Hunnid. Originalmente, comenzaron cuando YG lanzó una línea de moda que presentaba prominentemente el logo de 4Hunnid. Esto se confirmó como cierto el 17 de agosto de 2016, cuando la revista Billboard informó que YG firmó un acuerdo de distribución para el sello bajo el nombre 4Hunnid con Interscope Records y Empire Distribution. El nombre es una referencia a la cuadra 400 de West Spruce Street en Compton, California, donde creció.

## Vida personal
YG tiene dos hijas de una relación anterior llamadas Harmony y Vibe, nacidas en mayo de 2015 y mayo de 2019, respectivamente. YG es miembro de la pandilla Westside Tree Top Piru, con base en Compton. El 25 de enero de 2012, se produjeron disparos durante el rodaje del vídeo musical de YG "I'm a Thug". La policía cerró el plató.
El 12 de junio de 2015, YG recibió un disparo en la cadera en un estudio de grabación en Studio City, California, lo que le provocó tres heridas separadas en la cadera. Las autoridades dijeron que YG se mostró "muy poco cooperativo" cuando se le preguntó sobre el incidente. Su manager reveló más tarde que sus lesiones no ponían en peligro su vida y dijo que estaba "bien" y recuperándose. Regresó al estudio al día siguiente.
YG siguió una dieta vegana durante unos tres meses en 2016, alegando razones de salud.
El 6 de septiembre de 2019, se confirmó que él y la cantante Kehlani estaban saliendo.
YG es un admirador destacado del equipo de la NFL Los Angeles Rams, y se sabe que se hizo amigo del entonces corredor Todd Gurley. Se lo vio con frecuencia vistiendo una camiseta local de los Rams en varias sesiones de video y en varios juegos locales de los Rams, incluida una instancia durante la temporada 2017 contra los Houston Texans, en la que el receptor de los Rams, Robert Woods, atrapó un touchdown y saltó sobre la mesa en la parte trasera de la zona de anotación para celebrar junto a YG.

## Controversias
YG fue objeto de atención de los medios y protestas en octubre de 2016 cuando se informó que hablaba mal de los estadounidenses de origen asiático en su música. La canción de YG "Meet the Flockers", de su álbum debut de 2014 "My Krazy Life", fue ampliamente acusada de racismo contra la comunidad asiático-estadounidense, especialmente los chino-estadounidenses. En la canción, YG rapea: "First, you find a house and scope it out/Find a Chinese neighborhood, cause they don't believe in bank accounts (Primero, encuentra una casa y échale un vistazo/Encuentra un barrio chino, porque ellos no creen en las cuentas bancarias)". Aunque no generó mucha controversia cuando se lanzó por primera vez, la canción atrajo un nuevo escrutinio en 2016 después de un aumento en los insultos contra estadounidenses de origen asiático. YG ha descrito "Meet the Flockers" como un ejemplo representativo de la cultura en la que creció.
YG enfrentó una controversia el 28 de octubre de 2019, después de expulsar a un fan de 17 años, Austin Joyner, de su concierto luego de que el fan se negara a decir "Fuck Donald Trump" en el escenario. Joyner fue empujado por el rapero y llamado racista antes de ser escoltado fuera del escenario. Turning Point USA entrevistó al joven de 17 años el 23 de febrero de 2020, revelando que estaba celebrando su cumpleaños con amigos y que era apolítico. Después de ser expulsado del escenario, el personal le aconsejó que se fuera debido a que "YG estaba poniendo un objetivo en [su] espalda". Posteriormente, Joyner recibió atención en línea a través de las redes sociales y publicaciones de noticias, lo que pronto dio lugar a comentarios de odio.
YG fue arrestado el 24 de enero de 2020 en su casa del sur de California por cargos de robo y fue detenido bajo fianza de $250,000 en la Cárcel Central de Hombres para ser procesado el 28 de enero de 2020. YG tenía previsto actuar el 26 de enero de 2020 en los Premios Grammy.

## Discografía
Álbumes de estudio
- My Krazy Life (2014)
- Still Brazy (2016)
- Stay Dangerous (2018)
- 4Real 4Real (2019)
- My Life 4Hunnid (2020)
- I Got Issues (2022)
- Just Re'd Up 3 (2024)

Álbumes colaborativos
- Kommunity Service (con Mozzy) (2021)
- Hit Me When U Leave the Klub: The Playlist (con Tyga) (2023)

## Filmografía
| Año  | Título                        | Papel              | Notas                                                    |
| ---- | ----------------------------- | ------------------ | -------------------------------------------------------- |
| 2012 | We the Party                  | C.C.               | Rol de apoyo                                             |
| 2012 | Mac & Devin Go to High School | Estudiante/Fumador | Cameo                                                    |
| 2012 | White T                       | YG                 | Ejecutante                                               |
| 2014 | Blame It On the Streets       | YG                 | Papel principal; también productor ejecutivo y escritor. |
| 2018 | White Boy Rick                | Leo Curry          | Rol de apoyo                                             |
| 2020 | Dave                          | Él mismo           |                                                          |
| 2021 | The Demi Lovato Show          | Él mismo           | Episodio: "YG usa su voz"                                |
| 2022 | Good Mourning                 | Cameo en fiesta    |                                                          |

## Giras
- Fuck Donald Trump Tour (2016)[66]
- Stay Dangerous Tour (2019)

Soporte
- Drake vs. Lil Wayne (con Drake y Lil Wayne) (2014)[67]
- Forest Hills (con J Cole) (2015)[68]
- Endless Summer Tour (con G-Eazy y Logic) (2016)[69]
- The Damn Tour (con Kendrick Lamar) (2017)
- Gira Legendary Nights (con Meek Mill y Future) (2019)[70]

## Premios y nominaciones
| Año  | Premios                  | Categoría                            | Obra nominada                                                                | Resultado |
| ---- | ------------------------ | ------------------------------------ | ---------------------------------------------------------------------------- | --------- |
| 2014 | BET Awards               | Mejor Colaboración                   | "My Nigga" (con Young Jeezy y Rich Homie Quan)                               | Nominado  |
| 2014 | BET Hip Hop Awards       | Mejor Colaboración, Dúo o Grupo      | "My Nigga" (con Young Jeezy y Rich Homie Quan)                               | Ganador   |
| 2014 | BET Hip Hop Awards       | Best Club Banger                     | "My Nigga" (con Young Jeezy y Rich Homie Quan)                               | Nominado  |
| 2014 | BET Hip Hop Awards       | People's Champ Award                 | "My Nigga (Remix)" (con Lil Wayne, Nicki Minaj, Meek Mill y Rich Homie Quan) | Nominado  |
| 2014 | BET Hip Hop Awards       | Best Club Banger                     | "Cut Her Off (Remix)" (con K Camp, Lil Boosie y Too Short)                   | Nominado  |
| 2014 | BET Hip Hop Awards       | Rookie del Año                       | —                                                                            | Nominado  |
| 2015 | iHeartRadio Music Awards | Canción Hip Hop/R&B del Año          | "Don't Tell 'Em" (con Jeremih)                                               | Ganador   |
| 2015 | Billboard Music Awards   | Canción R&B del Año                  | "Don't Tell 'Em" (con Jeremih)                                               | Nominado  |
| 2015 | MTV Europe Music Awards  | Mejor Actuación Mundial en Escenario | —                                                                            | Nominado  |